# Соня (фильм)
«Соня» (нем. Sonja) — фильм 2006 года режиссёра Кирси Лииматайнен.

## Сюжет
Шестнадцатилетняя Соня проводит лето в городе. У неё не ладится с её парнем, Антоном, сложные взаимоотношения с матерью. Казалось бы все эти проблемы придуманы самой Соней. Ведь на самом деле и Антону она очень нравится, и мать любит её и переживает. Но во всем этом Соня не находит спокойствия и счастья. Единственная, кто её понимает, — подруга Джулия. Именно в отношениях с ней Соне комфортно и легко, именно в них она может раскрыться наиболее сильно. Однако осознание, что чувства к Джулии выходят за грань дружбы и приобретают более сильное значение, ввергает Соню в мучительные внутренние переживания. В это лето ей суждено встретиться с самой собой и начать понимать, кто она, каковы её чувства и желания.

## Актёрский состав
| В ролях          |  | Персонаж        |
| ---------------- |  | --------------- |
| Сабрина Крушвитц |  | Соня            |
| Джулия Кауфманн  |  | Джулия          |
| Надя Энгель      |  | Мать Сони       |
| Кристина Кирсте  |  | Антон           |
| Йоахим Лётч      |  | Отец Сони       |
| Гундула Кёстер   |  | Фрау дес Ватерс |
| Артур Прост      |  | Гарри           |
| Якоб Кразе       |  | Майкл           |